# Tatuus F4-T014
El Tatuus F4-T014 es un monoplaza de carreras presentado en 2014 por el fabricante italiano Tatuus. El chasis básico también se utiliza en el Tatuus MSV F4-016, el Tatuus USF-17 y el Tatuus PM-18.

## Historia

### Inicios
El Tatuus F4-T014 fue el primer auto de carreras homologado de acuerdo con las reglas de Fórmula 4 de la FIA. El coche se utilizó por primera vez en el Campeonato de Italia de Fórmula 4 de 2014, ganado por Lance Stroll. 
A partir de 2015, el chasis también se usa en la ADAC Formula 4 y en la SMP Fórmula 4. El fabricante italiano también compitió con Mygale y Dome al ingresar al mercado de Fórmula 4 de la FIA en campeonatos separados. 

### Consolidación
En 2016, Tatuus amplió aún más el suministro del chasis probado a los campeonatos de España y los Emiratos Árabes Unidos. Todos los chasis Tatuus Formula 4 están propulsados por el motor Abarth 1.4L 4 en línea.
El BRDC British Formula 4 Championship (que no debe confundirse con el Campeonato de F4 Británica) fue lanzado por MotorSport Vision utilizando el chasis RFR MSV F4-013. Tatuus adaptó el chasis Tatuus F4-014 a un motor Cosworth-Duratec más potente. 
El automóvil se utilizó por primera vez en el BRDC Formula 4 Autumn Trophy 2015 ganado por Ben Barnicoat. El motor utilizado tiene 70 CV más que la versión de especificaciones de Fórmula 4, lo que hace que el coche sea 10 segundos más rápido por vuelta en la mayoría de los circuitos. Además del motor más potente, la versión MSV también tiene más componentes aerodinámicos ajustables.

## Campeonatos
El Tatuus F4-T014 esta o estuvo presente en los siguientes campeonatos:
| Desde     | Campeonatos                       | Ref.  |
| --------- | --------------------------------- | ----- |
| 2014-2021 | Campeonato de Italia de Fórmula 4 | [ 1 ] |
| 2015-2021 | ADAC Fórmula 4                    | [ 3 ] |
| 2016-2021 | Campeonato de España de F4        | [ 5 ] |
| 2016-2021 | Campeonato de EAU de Fórmula 4    | [ 6 ] |